# Distrikt Pias
Der Distrikt Pias liegt in der Provinz Pataz in der Region La Libertad im Westen von Peru. Der Distrikt wurde am 31. Oktober 1955 gegründet. Er besitzt eine Fläche von 310 km². Beim Zensus 2017 wurden 1790 Einwohner gezählt. Im Jahr 1993 lag die Einwohnerzahl bei 1930, im Jahr 2007 bei 1525. Die Distriktverwaltung befindet sich in der 2630 m hoch gelegenen Ortschaft Pias mit 533 Einwohnern (Stand 2017). Pias liegt knapp 53 km nordnordwestlich der Provinzhauptstadt Tayabamba.

## Geographische Lage
Der Distrikt Pias liegt im Nordwesten der Provinz Pataz. Er erstreckt sich zwischen Río Marañón im Westen und dem Hauptkamm der peruanischen Zentralkordillere im Osten. Die Flüsse Río San Miguel und Quebrada Carrizal begrenzen den Distrikt im Südwesten und im Nordwesten. Im Süden des Distrikts befindet sich der See Lago Piaz.
Der Distrikt Pias grenzt im Westen an den Distrikt Cochorco (Provinz Sánchez Carrión), im Norden an den Distrikt Pataz, im Osten an den Distrikt Huicungo (Provinz Mariscal Cáceres) sowie im Süden an den Distrikt Parcoy.